# The Sims 2: Univerzita
The Sims 2: Univerzita je první datadisk do strategické počítačové simulace života The Sims 2. Hra byla vydána 1. března 2005. Datadisk přidá nové stádium života simíka: mladý dospělý. Jakmile se simík dostane do tohoto životního období, může jít na univerzitu a získat titul, což mu umožňuje lepší finanční zisky v budoucnu.

## Život na koleji
Simík nyní získává možnost přestěhování se na kolej, kde bude studovat v oborech matematika, filosofie, fyzika, politologie, psychologie, umění, biologie, Drama, ekonomie, historie a literatura. Simík zde potřebuje získávat zkušenosti, které mu pomohou ve zlepšování se.

## Hudba
Příchodem datadisku přibylo do hry pár písniček nazpívaných v simštině:
- "Come On" - Steadman
- "This Conversation Is Over" - Acceptance
- "Beautiful Life" - Charlotte Martin
- "Outsider" - The Daylights
- "Sway" - The Perishers
- "Pretty People" - Dexter Freebish
- "Very Very Rich Town" - Go Betty Go
- "Big Sky" - Abra Moore